# 18. Flieger-Division
Pour les articles homonymes, voir 18e division.
La 18. Flieger-Division (18e division aérienne) a été l'une des principales divisions de la Luftwaffe allemande durant la Seconde Guerre mondiale.

## Création et différentes dénominations
Cette division a été formée le 4 avril 1945 à Wels, à partir du I. Fliegerkorps.
| Début           | Fin          | Nom                  |
| --------------- | ------------ | -------------------- |
| 17 février 1943 | 4 avril 1945 | I. Fliegerkorps      |
| 4 avril 1945    | 8 mai 1945   | 18. Flieger-Division |

## Commandement

Drapeau du commandant d'une division aérienne

| Début         | Fin           | Grade               | Nom            |
| ------------- | ------------- | ------------------- | -------------- |
| 4 avril 1945  | 26 avril 1945 | General der Flieger | Paul Deichmann |
| 26 avril 1945 | 8 mai 1945    | Generalmajor        | Paul Weitkus   |

## Chef d'état-major
| Début | Fin | Grade | Nom |
| ----- | --- | ----- | --- |
| ?     | ?   | ?     | ?   |

## Quartier général
Le quartier général se déplace suivant l'avancement du front.
| Début        | Fin        | Ville |
| ------------ | ---------- | ----- |
| 4 avril 1945 | 8 mai 1945 | Wels  |

## Rattachement
| 4 avril 1945 - 21 avril 1945 |  | Luftflotte 4         |
| 21 avril 1945 - 8 mai 1945   |  | Luftwaffenkommando 4 |

## Unités subordonnées
- Flugbereitschaft/18. Flieger-Division : Avril 1945 - Mai 1945